# Корси, Михаил Викторович
Михаил Викторович Корси (род. 4 ноября 1979 года, Москва, РСФСР, СССР) — российский архитектор, член-корреспондент РАХ (2020).

## Биография
Родился 4 ноября 1979 года в Москве в семье архитекторов, живёт и работает в Москве.
В 2002 года — окончил Московский архитектурный институт (МАРХИ), руководитель — профессор Е. С. Русаков.
В 2006 года — член Московского союза художников, с 2014 года — член Союза московских архитекторов.
С 2006 по 2014 годы — руководитель мастерской архитектурного проектирования ООО «Строй Архитектура».
С 2005 по 2015 годы — преподаватель и доцент МАРХИ, с 2016 по 2018 годы — преподаватель Российского университета дружбы народов, с 2018 года — доцент кафедры «Архитектура» в Государственном университете землеустройства.
В 2020 году — избран членом-корреспондентом Российской академии художеств от Отделения архитектуры.

## Творческая деятельность
Совместно с ведущими российскими скульпторами реализовал более 40 произведений — памятников и памятных знаков в Москве, Санкт-Петербурге, Череповце, Ханты-Мансийске, Йошкар-Оле, Тамбове, Липецке, а также за рубежом, в том числе памятник студенческим строительным отрядам у здания МГУ (Москва, 2009 год), памятник 1000-летию Ярославля (Ярославль, 2010 год), памятник святителю Алексию у Зачатьевского монастыря (Москва, 2011 год), памятник «Героям Первой мировой войны» на Поклонной горе (Москва, 2014 год) и другие.
Автор и соавтор архитектурных проектов: горнолыжные курорты, спортивные центры и комплексы Московской области, Красной Поляны, Сочи, Ханты-Мансийска, Санкт-Петербурга, Горном Алтае, Беларусии, в том числе туристический комплекс «Романтик» в составе курорта Архыз (2016 год).
Создал в соавторстве с народным художником России скульптором А. Н. Ковальчуком (2011 год) и дополнена тематическими рельефами (2018 год) архитектурно-скульптурная композиция «Академик Иван Михайлович Губкин», установлен Губкинский нулевой километр (2012 год), реконструирована центральная площадь перед университетом и мемориал участникам Великой Отечественной войны (2012 год), проведена реконструкция центрального фасада университета (2018 год), созданы интерьеры студенческого театра университета (2019 год), установлена мемориальная доска Герою социалистического труда ректору института профессору В. Н. Виноградову (2020 год).

## Награды
- Медаль и благодарственное письмо министра природных ресурсов и экологии Российской Федерации Д. Н. Кобылкина (2018)
- Благодарность специального представителя Президента Российской Федерации по международному культурному сотрудничеству М. Е. Швыдкого (2019)
- Благодарственное письмо ректора Российского государственного университета нефти и газа имени И. М. Губкина (2019)

Награды РАХ
- благодарность РАХ (2010)
- медаль «Достойному» РАХ (2015)
- диплом РАХ (2023)